# Rahkeenvesi
Rahkeenvesi är en del av en sjö i Finland. Den ligger i Eno i landskapet Norra Karelen, i den sydöstra delen av landet, 400 km nordost om huvudstaden Helsingfors. Rahkeenvesi ligger 90 meter över havet.